# Fédération nationale des étudiants d'Action française
La Fédération nationale des étudiants d'Action française est une organisation rassemblant les militants étudiants de l'Action française. Une première association des Étudiants d'Action française est créée le 8 décembre 1905 à Paris par Lucien Moreau, avant d'être renforcée par la constitution d'une Fédération nationale des étudiants d'Action française en 1913. Le groupement est officiellement dissout le 13 février 1936 à la suite de l'implication de l'Action française dans l'agression de Léon Blum.

## Historique

### Fondation
Pour Maurras, les jeunes sont en première ligne de « la confrontation engagée contre la République et ses élites aux idées jugées vieillissantes ». L'objectif est double : créer une agitation suffisamment importante pour déclencher un coup de force et forger une élite.

Le 8 décembre 1905, Lucien Moreau crée le tout premier groupe des Etudiants d'Action française en Île-de-France. Il est ensuite suivi par Angers qui fonde son groupe le 20 janvier 1909 puis par Lille le 12 mai 1910. L'objectif premier est l'étude et la diffusion de la doctrine d'Action française : 

« Le groupe a pour but l'étude et la propagande dans les milieux universitaires et vise à resserrer les liens de camaraderie et d'amitié qui doivent exister entre tous les étudiants acquis aux doctrines du nationalisme intégral. »

L'appareil est étroitement lié à l'Institut d'Action française, fondé en février 1906, où les jeunes maurrassiens viennent se former. L'Institut est considéré comme un « Institut d'enseignement supérieur contre-révolutionnaire ». Les deux entités partageaient d'ailleurs les mêmes locaux au 33 rue Saint-André des arts dans le 6e arrondissement de Paris. Le siège dispose d'une bibliothèque, d'une salle de lecture, d'une salle d'escrime et propose des réunions littéraires, artistiques et sportives,. Thierry Maulnier qui rejoint les Étudiants d'Action française en 1929 est profondément marqué par les lieux et les formations dispensées.
En 1908, les Étudiants d'Action française sont le fer de lance de l'affaire Thalamas.
En 1910, l'ensemble des étudiants de l'Ecole des Chartes sont acquis à l'Action française. Devant la croissance exponentielle du nombre d'adhérents, Maurice Pujo dote le groupement d'une fédération nationale avec Henri Lagrange à sa tête en tant que secrétaire général. Henri Lagrange résume l'esprit de cette nouvelle organisation : « Une canne dans la main et un livre dans la poche ». Toutes les villes de province développent à leur tour leur groupe d'Étudiants d'Action française.
En 1911, Henri Lagrange fait partie du comité directeur au titre de délégué auprès des lycéens.

### Grande guerre
La Première Guerre mondiale interrompt la progression du groupement même si les étudiants parviennent à maintenir quelques activités comme des soirées de discussion et des conférences. Pour ce faire, ils incluent des lycéens et collégiens dans leurs rangs.
Pendant la guerre, les Étudiants d'Action française perdent 10 secrétaires généraux et adjoints sur 12. Certaines sections étudiantes et de Camelots du Roi prennent jusqu'à 5 ans pour se reformer à cause des pertes humaines.

### Après-guerre
Après le conflit, les Étudiants d'Action française parviennent à se reformer sans grande difficulté. En 1920, le groupe édite une revue intitulée L'Etudiant français qui remporte un franc succès dans le Quartier latin en tirant jusqu'à 2 300 exemplaires en 1921.
Au début des années 1920, les sections provinciales souffrent de difficultés financières et n'arrivent pas à assurer la propagande auprès des lycéens et des collégiens. Malgré cela, la Fédération nationale des Étudiants d'Action française est en mesure de revendiquer 26 groupes d'étudiants et 28 groupes de lycéens et collégiens en 1925.
En 1921, le groupement se décline en une association des Étudiantes d'Action française présidée par Mademoiselle Sériot. En décembre 1924, un groupe des infirmières d'Action française est formé. Pendant la première session d'examens 1924-1925, 86 dames et jeunes filles royalistes obtiennent le diplôme régulier d'infirmières grâce aux sessions de formation du groupe.

### L'affaire Scelle

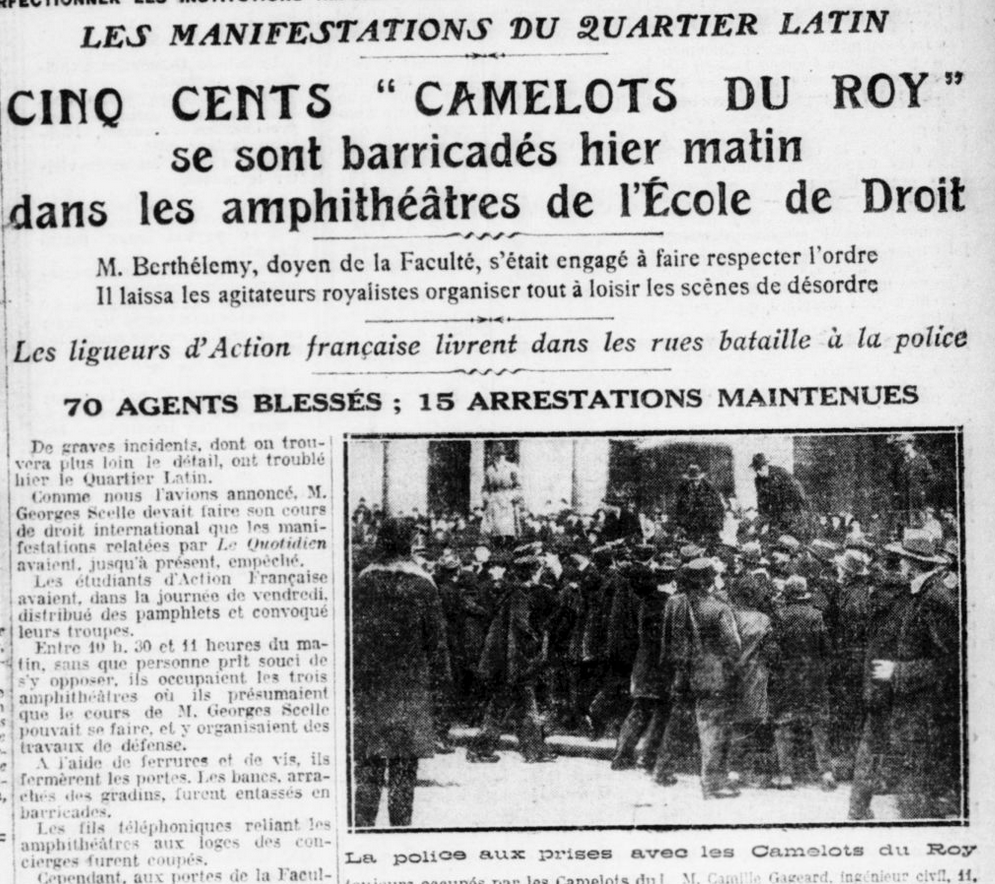
Les Camelots du Roi et les Étudiants d'Action française lors de l'affaire Georges Scelle dans Le Quotidien du 29 mars 1925.

En mars 1925, le professeur de Droit Georges Scelle à l'Université de Dijon et chef de cabinet du ministre du Travail Justin Godard, est nommé titulaire d'une chaire de la Faculté de Droit à Paris. Les Étudiants d'Action française y perçoivent une marque de favoritisme et engagent une campagne de protestation dans le Quartier latin et en province. Le 28 mars, une vaste manifestation empêche la tenue d'un cours de Georges Scelle et nourrit les débats à l'Assemblée nationale. Le 3 avril, 15 000 étudiants manifestent au Quartier latin. Une grève étudiante fait tâche d'huile à Lyon, Bordeaux, Toulouse, Marseille, Rouen, Rennes, Montpellier, Nantes, Limoges, Strasbourg, Poitiers, Grenoble, Alger, Clermont-Ferrand, Angers, Lille et Nancy. Face à la pression des associations étudiantes, Georges Scelle est démis de ses fonctions le 11 avril,.

### L'affaire Hanau-Hennessy
En 1928, la femme d'affaires et journaliste Marthe Hanau échafaude un système de Ponzi qui éclabousse plusieurs personnalités politiques dont des membres du cartel des gauches. Marthe Hanau est arrêtée pour escroquerie et abus de confiance le 4 décembre 1928. L'Action française cherche à éclabousser le ministre de l'agriculture Jean Hennesy par ricochet. Le 18 décembre 1928, les Étudiants d'Action française investissent le ministère de l'agriculture aux cris de « Conspuez Hennessy ». Début janvier 1929, 200 jeunes militants organisent un banquet dit « de réparation », aux « victimes d'Hennessy, le voleur ». Des bagarres avec la police éclatent plus tard dans la soirée. Le 18 janvier, une nouvelle manifestation contre Jean Hennessy dégénère et occasionne une dizaine d'arrestations. L'affaire Hennessy a aussi des répercussions en province notamment à Pau où l'Action française parvient à annuler un déplacement d'Hennessy.

### Les années 1930

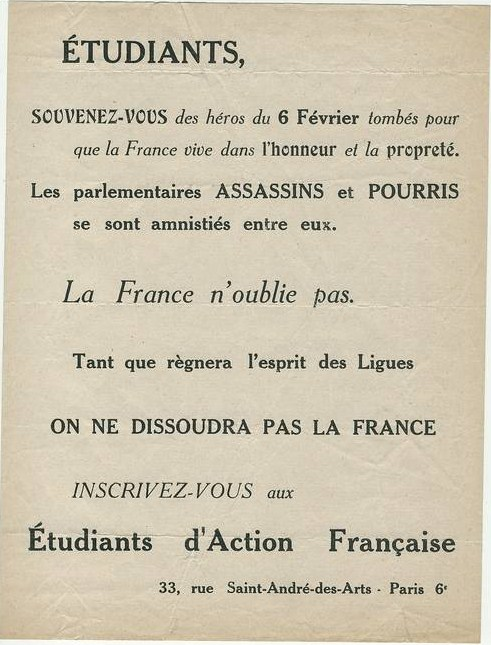
Tract des Étudiants d'Action française relatif au 6 février 1934.

En novembre 1931, les Étudiants d'Action française participent au sabordage du Congrès de la paix au Trocadéro avec l'appui des Croix-de-Feu, des Jeunesses Patriotes, de la Ligue des Patriotes, des Camelots du Roi et des ligueurs d'Action française.
Un an plus tard, les étudiants se mobilisent contre le paiement des dettes contractées avec les Etats-Unis lors de la Première Guerre mondiale.
De 1932 à 1935, les groupes d'étudiants se portent toujours bien autant au travers de leurs activités intellectuelles que manifestantes. Leur action se confond avec celle des Camelots du Roi mais, comme le rappelle Georges Calzant, leur rôle « est surtout l'étude de la doctrine et sa propagande ».
Un rapport de police de mars 1933 indique que l'Action française peut compter sur cinq cents à six cents jeunes pour contrôler le Quartier Latin.
Le 16 mars 1934, une grande réunion des Étudiants d'Action française se tient à la salle Bullier à Paris et rassemble près de 8 000 personnes.
Le 29 janvier 1935, les Étudiants d'Action française se réunissent pour organiser une campagne contre « l'invasion des métèques » à la Faculté de médecine de Paris.

### L'affaire Jèze
À la Faculté de droit de Paris, les étudiants d'Action française se mobilisent pour empêcher la tenue des cours du professeur de droit Gaston Jèze, conseiller juridique de l'empereur éthiopien Haïlé Sélassié lors de la Seconde guerre italo-éthiopienne. Les cours sont systématiquement empêchés de  novembre 1935 à mars 1936. Il s'agit d'une victoire supplémentaire pour les étudiants nationalistes.

### Dissolution
Le 13 février 1936, lors des obsèques de l’historien royaliste Jacques Bainville, Léon Blum passe près du cortège en voiture, boulevard Saint-Germain, à Paris. Reconnaissant le député socialiste, un groupe de Camelots du Roi emmené par le cagoulard Jean Filliol l'agresse violemment et le blesse. Blum, âgé de 64 ans, sort de cette attaque avec le visage en sang. Le président du Conseil et ministre de l'Intérieur Albert Sarraut décrète dans les heures qui suivent la dissolution « des associations et groupements de fait, dénommés ci-après : la Ligue d'Action française, la Fédération nationale des Camelots du roi et la Fédération nationale des étudiants d'Action française » sur le fondement de la loi du 10 janvier 1936,.

## Activités
Les Étudiants d'Action française inscrits aux commissaires et aux Camelots du Roi participent à la vente des journaux L'Action française et de L'Étudiant français et assurent aussi le service d'ordre des réunions. Les membres se forment au sein de l'Institut d'Action française. En tant que militants, ils organisent des manifestations ou contre-manifestations notamment dans les lieux universitaires comme le Quartier latin.

## Structure
Pour entrer dans l'association des Étudiants d'Action française, il est nécessaire d'être coopté par deux parrains. La cotisation annuelle est fixée à 3 francs soit le prix de l'abonnement aux cours de l'Institut d'Action française. Une adhésion à la Fédération nationale des étudiants d'Action française entraîne une adhésion automatique à la ligue d'Action française et vice versa.

## Presse
- L'Étudiant français dans Gallica, la bibliothèque numérique de la BnF.